# Xaver Paul Thoma
Xaver Paul Thoma (* 5. Februar 1953 in Haslach im Kinzigtal) ist ein deutscher Komponist zeitgenössischer Musik, Bratschist und Musikpädagoge.

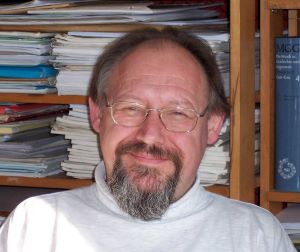
Xaver Paul Thoma (2005)

## Leben und Leistungen

Xaver Paul Thoma 1980 in Lüchow

Geboren wurde Xaver Paul Thoma am 5. Februar 1953 im Gasthaus zur Kanone in Haslach, dem Haus der Künstlerfamilie Thoma. Mit fünf Jahren erhielt er eine Geige und ersten Violinunterricht beim Großvater, Stadtmusikdirektor Karl Thoma (1890–1978). Mit 12 Jahren fing er an zu komponieren. 1968 begann sein Studium an der Musikhochschule in Karlsruhe, bei Albert Dietrich Violine / Viola und Kammermusik, später bei Jörg-Wolfgang Jahn. Musiktheorie studierte er bei Roland Weber und Eugen Werner Velte.
Ab 1972 spielte er als Bratschist in der Badischen Staatskapelle viele große Werke und beginnt intensiv zu komponieren. Seine ersten Werke waren für seine Musikerkollegen bestimmt. Um mehr Zeit für seine kompositorische Arbeit zu haben, kündigte er 1977 seine Stelle in der Badischen Staatskapelle und begann seine freie Tätigkeit als Komponist, Bratschist und Musikpädagoge. Es entstanden wichtige Werke wie sein Erstes Streichquartett (1972/75) oder die „Reflexionen Eines Musikalischen Traumas“ für großes Orchester mit Solo-Bratsche (1979).
1980 zog Thoma nach Loitze (Niedersachsen). In unregelmäßigen Abständen lädt er in sein Fachwerk-Bauernhaus zu den Loitzer Kammerkonzerten ein. Zu jedem Konzert schreibt er auch eine Komposition für die jeweilige Besetzung. Die Loitzer Konzerte wurden bald zu einer kulturellen Einrichtung über die Region hinaus. Zum Staatstheater Hannover entstand eine besondere Verbindung: Er wirkt zum einen im Orchester als Bratschist mit und erhält zum anderen Kompositionsaufträge wie zum Beispiel die Oper Draußen vor der Tür und das Ballett Kafka.
1989 zog die Familie um ins Taubertal nach Bad Mergentheim, später Königshofen. Hier entstanden die großen Auftragswerke.
Seine II. Kammersymphonie entstand anlässlich seines Komponistenportraits im Dresdner Zentrum für zeitgenössische Musik.
Seit 2001 lebt und arbeitet Thoma in Kirchheim unter Teck.

## Würdigungen
Xaver Paul Thoma erhält 1983 das Niedersächsische Künstlerstipendium in Anerkennung der kompositorischen Arbeit. Zur Niederschrift der Partitur des Konzertes für Bratsche und Orchester op. 34 wird ihm 1984 das Niedersächsische Arbeitsstipendium zuerkannt.
Zahlreiche Aufträge ergingen von renommierten Orchestern und Institutionen. Das Staatstheater Hannover beauftragte ihn mit mehreren Kompositionen. Seine Hauptarbeiten für mehrere Jahre sind die Kammeroper Draußen vor der Tür.(UA Hannover 1994–1995, Neuinszenierung in Leipzig 1995–1998) sowie KAFKA, das abendfüllende Ballett für großes Orchester (UA 1997, Choreografie Lothar Höfgen).
1993/94 bekommt er mehrere Kompositionsaufträge zur 400-Jahr-Feier des Staatsorchesters Stuttgart.
Seit Beginn der offiziellen Werkzählung 1972 entstehen über 140 Kompositionen, viele davon als Auftragswerke: Oper, Ballett, Kammermusik, Chorwerke, Lieder, Instrumental-Konzerte, Orchesterwerke.

## Wichtige Uraufführungen
- 1975: Die Traumtragenden für 8 Bratschen und Sopran (Text O. Kokoschka) Badisches Staatstheater Karlsruhe
- 1978: Erste Kammersymphonie für 20 Spieler, Mitglieder der Badischen Staatskapelle Karlsruhe
- 1979: „Reflexionen“ für großes Orchester mit Solo-Bratsche – Versuch über Berlioz, Philharmonisches Orchester der Stadt Freiburg im Breisgau
- 1980: „Drei Impressionen“ Nach Gedichten von Paul Celan für zwei Bratschen, Graz, Werner Ehrbrecht und Ulrich Drüner – Bratsche, Auftrag: Viola-Gesellschaft Deutschland,
- 1988/1989: Zweite Kammersymphonie für 16 Spieler, musica-viva-ensemble dresden, Auftrag: Dresdner Zentrum für zeitgenössische Musik
- 1989: „Concerto Grosso“, Auftrag: Philharmonisches Orchester der Stadt Freiburg, Donald C. Runnicles – Dirigent
- 1992/1993: Draußen vor der Tür – Kammeroper nach dem Drama von Wolfgang Borchert, Auftrag: Niedersächsische Staatsoper Hannover, Anthony Bramell – Dirigent
- 1993: Hölderlin-FRAGMENTE für Tenor und großes Orchester, Michael Gielen – Dirigent, Wolfgang Bünten – Tenor Auftrag: Staatsorchester Stuttgart
- 1994: Wie ein zerrissen Saitenspiel – Konzert für Violine und Orchester, Joachim Schall – Solovioline, Philippe Auguin – Dirigent, Auftrag: Staatsorchester Stuttgart
- 1995/1996: Kafka – Ballett in 21 Bildern von Lothar Höfgen, Auftrag: Niedersächsische Staatsoper Hannover
- 1997: Konzert für Oboe d’amore und Orchester, Auftrag: Philharmonisches Orchester Augsburg, Peter Leonard – Dirigent, Gerhard Veith – Oboe d’amore
- 1998: 3. Solosonate für Bratsche allein, Auftrag: Brahmstage Lübeck, Barbara Westphal – Viola
- 2003: Sextett op. 130 für 2 Violinen, 2 Violen, 2 Violoncelli, Asperger Kammersolisten

## Bratschist

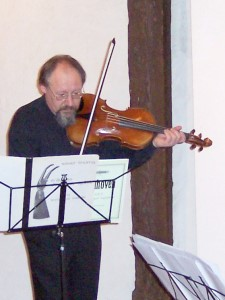
Der Bratschist Xaver Paul Thoma 2004

Thoma konzertiert von 1972 bis 1980 als Bratschist im Wahl-Quartett, nimmt teil an Auswahlkonzerten junger Künstler, diversen Meisterkursen, u. a. beim Bartok-Quartett und spielt Rundfunkaufnahmen ein. Nach mehreren Jahren Kammermusik in verschiedenen Formationen entwickelt sich mit den früheren Kollegen des Wahl-Quartetts 1999 das Quintetto coll’arco. Mit diesem Quintett entsteht u. a. eine Rundfunkproduktion seines Streichquintetts (1998) im SWR-Studio Karlsruhe.
1972 startet er seine berufliche Laufbahn als Bratschist in der Badischen Staatskapelle Karlsruhe und spielt in späteren Jahren als freier Mitarbeiter in verschiedenen Orchestern, u. a. im Niedersächsischen Staatsorchester Hannover und NDR Hamburg. Ab 1977 ist er Mitglied im Bayreuther Festspielorchester und seit 1990 im Staatsorchester Stuttgart. Viele Kompositionen entstanden für verschiedene Besetzungen, zum Beispiel seine Nachtstücke.

## Musikpädagoge

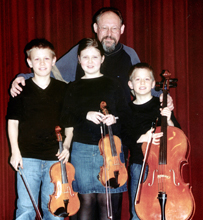
Xaver Paul Thoma mit seinen Schülern, Preisträger im Regionalwettbewerb „Jugend musiziert“ 2005

Seit dem Studium ist eine intensive Unterrichtstätigkeit der Ausgleich zum Komponieren und aktiven Musizieren. In drei Jahrzehnten komponierte er Stücke für Jugendliche, wie zum Beispiel:
- Terzettino piccolo für 2 Violinen und Violoncello (2004)
- B. A. C. H. – Skizze für Orchester (1994)

## Werke
Xaver Paul Thoma hat eine Vielzahl von Werken hervorgebracht. Für eine ausführliche Auflistung seiner Werke befindet sich auf seiner Homepage.